# Ailey
Ailey es un ciudad ubicado en el condado de Montgomery en el estado estadounidense de Georgia. En el censo de 2000, su población era de 394.

## Demografía
En el 2000 la renta per cápita promedia del hogar era de $36,125, y el ingreso promedio para una familia era de $39,000. El ingreso per cápita para la localidad era de $21,926. Los hombres tenían un ingreso per cápita de $30,694 contra $30,000 para las mujeres.

## Geografía
Ailey se encuentra ubicado en las coordenadas 32°11′14″N 82°34′8″O / 32.18722, -82.56889 (32.187181, -82.568932)
Según la Oficina del Censo, la localidad tiene un área total de 5,3 km² (2 mi²), de la cual 5,3 km² (2 mi²) es tierra y 0 km² (0 mi²) (0.0%) es agua.